# ژینکو سولار
ژینکو سولار (انگلیسی: Jinko Solar) شرکت تجهیزات فتوولتاییک چینی است، که در سال ۲۰۰۶ تأسیس شد.